# La Mata de Morella
La Mata de Morella település Spanyolországban, Castellón tartományban. La Mata de Morella Cinctorres, Olocau del Rey, Portell de Morella, Todolella, La Cuba és Mirambel községekkel határos. Lakosainak száma 184 fő (2024).

## Népesség
A település népessége az elmúlt években az alábbi módon változott:
| Lakosok száma | 177  | 171  | 174  | 192  | 207  | 181  | 173  | 166  | 169  | 184  |
|               | 2001 | 2004 | 2006 | 2009 | 2011 | 2014 | 2016 | 2019 | 2021 | 2024 |